# Коверниково
Коверниково — деревня в Весьегонском муниципальном округе Тверской области.

## География
Деревня находится в северо-восточной части Тверской области на расстоянии приблизительно 30 км на юг-юго-восток по прямой от районного центра города Весьегонск недалеко от правого берега реки Сёбла.

## История
Возникла как хутор в начале XX века. В 1931 году на хуторе было 9 дворов, в 1993 — 1. До 2019 года входила в состав Романовского сельского поселения до упразднения последнего.

## Население
Численность населения: 44 жителя (1931), 1 (1993),, 2 (100 % русские) в 2002 году, 1 в 2010.